# Polistes wattii

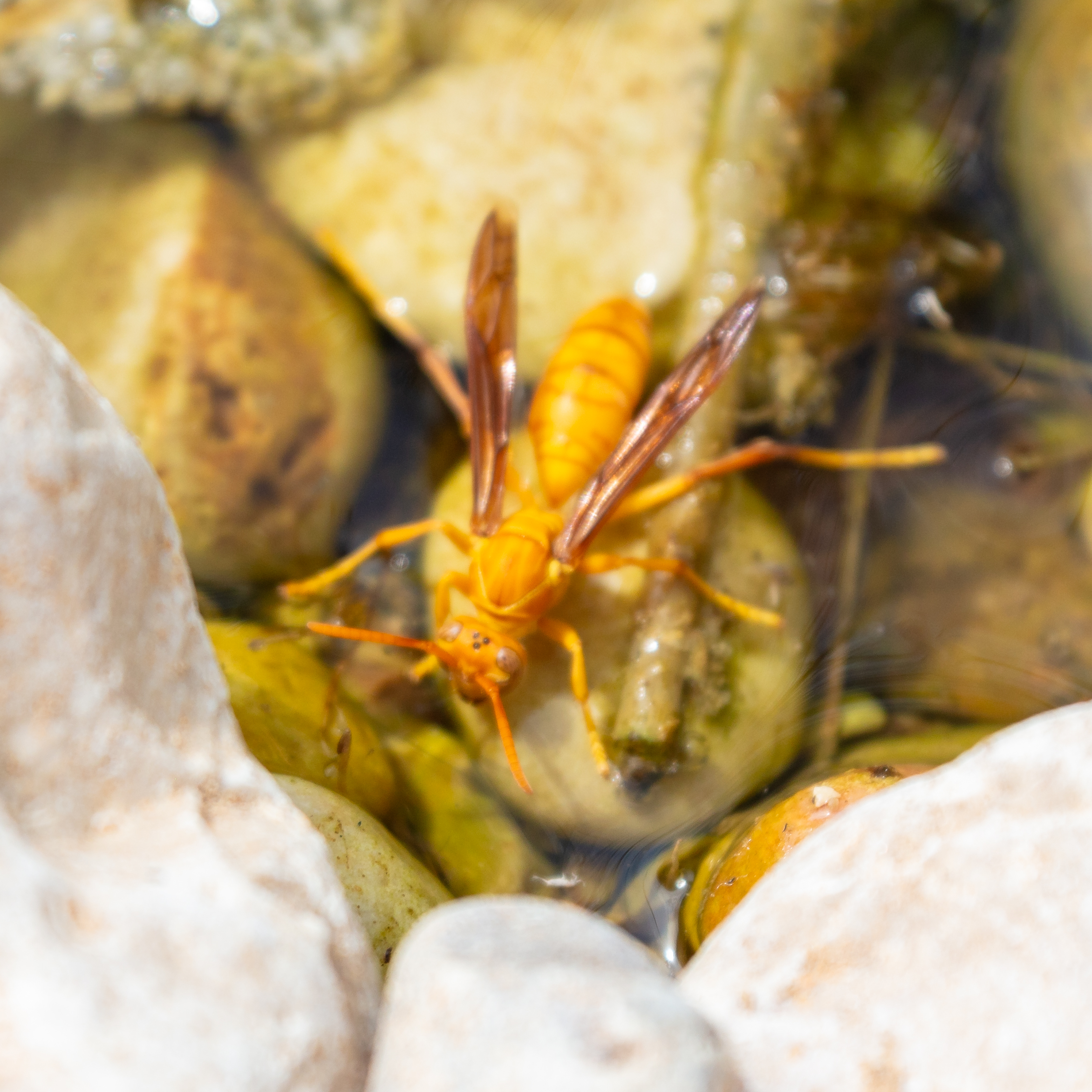
Образец в Омане

Polistes wattii (лат.) — вид общественных ос рода Polistes семейства Vespidae.

## Распространение
Аравийский полуостров, о-в Маврикий, Ирак, Иран, Туркмения, Таджикистан, Узбекистан, Южный Казахстан, Афганистан, Пакистан, Кашмир, Индия, Китай.
В пустынях эмирата Дубая (Dubai Desert Conservation Reserve, ОАЭ) отмечены на цветках Aerva javanica (Amaranthaceae) и Rumex dentatus (Polygonaceae).